# John Ash (homme politique canadien)
Pour les articles homonymes, voir John Ash et Ash.
John Ash (c. 1821-17 avril 1886) est un homme politique canadien de la Colombie-Britannique. Il est député provincial indépendant de la circonscription britanno-colombienne de Comox de 1871 à 1882. Il est ministre dans les gouvernements des premiers ministres Amor De Cosmos et George Anthony Walkem.

## Biographie
Né à Ormskirk en Angleterre, Ash travaille à la Guy's Hospital de Southwark à Londres où il rencontre John Sebastian Helmcken, acteur important dans le rattachement de la Colombie-Britannique à la Confédération canadienne. En 1845, Ash devient membre du Collège royal de chirurgie et de la Société vénérable des apothicaires. De 1849 à 1860, il pratique la médecine à Coxwold avant d'immigrer à Victoria en 1862. En 1863, sa femme, Dorothy Agar, donne naissance à sa fille, Annie Freer, à Esquimalt dans la maison de Helmcken.

## Carrière politique
En 1865, Ash représente le district d'Esquimalt à l'Assemblée législative de l'Île de Vancouver. À la suite de l'union de la colonie de la colonie de l'Île de Vancouver avec la colonie de la Colombie-Britannique, la circonscription de Ash est abolie. En 1868, sa fille Annie meurt de la diphtérie.
Élu à l'Assemblée législative de la nouvelle province de Colombie-Britannique, Ash entre au cabinet à titre de Secrétaire provincial dès 1872 auquel s'ajoute le ministère des Mines en 1874. Il conserve ces postes jusqu'en 1876. Ash ne se représente pas lors de l'élection de 1882.
Après la politique, Ash continue de travailler comme médecin jusqu'à son décès d'une apoplexie en 1886 à l'âge de 65 ans.